# Grans Esperances

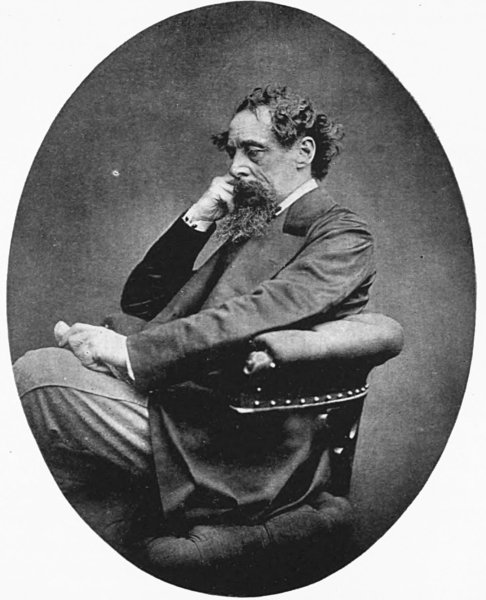
Charles Dickens

Grans esperances és la tretzena i penúltima novel·la completa de Charles Dickens. Es tracta d'un bildungsroman o novel·la d'aprenentatge que representa el creixement i desenvolupament personal d'un orfe anomenat Pip. La novel·la va ser primerament publicada per capítols, inclosos,
en el setmanari All the Year Round, des del 1er de desembre del 1860 fins a l'agost del 1861. Posteriorment, l'octubre del 1861, l'editorial Chapman and Hall publicà la novel·la en tres volums.
La novel·la té com a escenaris Kent i Londres, des dels primers anys del 1800 fins a la mitjania de segle, i compta amb algunes de les més memorables escenes de Dickens, incloent el començament, al cementiri, on al jove Pip l'aborda el convicte a la fuga, Abel Magwitch. Grans esperances està plena d'extrema imaginació – pobresa, vaixells de presos amb cadenes, i la lluita per la mort – i té un acolorit recull de personatges que han entrat al formar part de la cultura popular, com ara l'excèntrica senyoreta Havisham, la bella però freda Estella, i Joe, el Ferrer amable encara que poc sofisticat.
Els temes que tracta Dickens són la riquesa i la pobresa, l'amor i el rebuig, i el final del bé sobre el mal. Grans esperances ha tingut bona acollida tant pels lectors com pels crítics literaris, i ha estat traduïda a moltes llengües, i adaptada nombroses vegades pels mitjans de comunicació.
Després de la seua edició, la novel·la va rebre l'aclamació universal, encara que Thomas Carlyle parlà despectivament de “totes aqueixes ximpleries sense sentit de Pip”. Més tard, George Bernard Shaw va sentenciar la novel·la com “tot en una peça i consistentment veraç”.

## Sinopsi

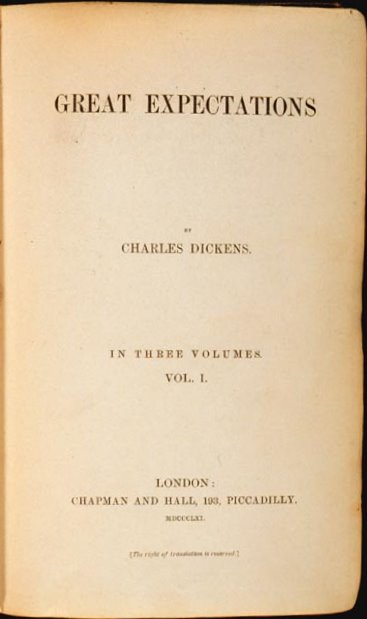
Primera edició de la novel·la

Philip Pirrip, més conegut com a “Pip”, és un xiquet d'uns 7 anys que viu amb la seua germana i el seu cunyat després de la mort dels seus pares. La nit de Nadal, al voltant del 1812 el xiquet es troba amb un pres fugitiu, al cementiri del poble, mentre visitava la tomba dels seus pares. El pres li demana col·laboració fent ús d'amenaces, i aquest ha d'ajudar-lo, tot i que sense que s'assabenti la seua abusiva germana major i el seu amable marit Joe Gargery, el ferrer. Quan passen diversos dies d'aqueixos esdeveniments, els soldats capturen el convicte mentre aquest estava barallant-se amb un altre pres fugitiu, i els dos son retornats als vaixells presó.
La senyoreta Havisham, una vella soltera rica, que porta un vestit de boda antic i viu a la ruïnosa Satis House, demana a l'oncle de Pip Pumbleckhook (que també és l'oncle de Joe) que li trobi un xiquet per a fer-li companyia. Pip visita la senyoreta Havisham i la seua filla adoptiva Estella, els dos d'edat semblant, i s'enamora d'aquesta última a simple vista. No obstant això, Estella en diverses ocasions el tracta malament i es burla de la seua indumentària, però Pip tan sols pensa en arribar a ser un cavaller i d'aquesta forma ser digne de l'amor d'Estella. Des d'aquell moment, Pip visita la senyoreta Havisham regularment, i en una de les seues visites es baralla amb un altre xiquet. Arriba un dia en què Pip ja té edat d'aprendre un ofici, i Joe acompanya Pip en la darrera visita, en la qual ella li dona diners perquè comenci el seu aprenentatge com a ferrer.
Pip s'inicia en l'ofici de Joe, però quan els dos estan lluny de casa, la germana de Pip és brutalment atacada i queda incapacitada per parlar o treballar. Biddy acudeix en la seua ajuda per tal de tindre cura d'aquesta i es converteix en una mena de “benedicció per a la llar”.
Uns anys després d'haver començat Pip el seu aprenentatge com a ferrer, un advocat anomenat Jaggers, es dirigeix a ell amb la notícia que té un benefactor anònim, que li atorga la possibilitat de convertir-se en un cavaller. Llavors Pip decideix marxar a Londres a estudiar. Abans d'anar-se'n decideix passar a acomiadar-se de la senyoreta Havisham, ja que creu que és ella la seua benefactora.

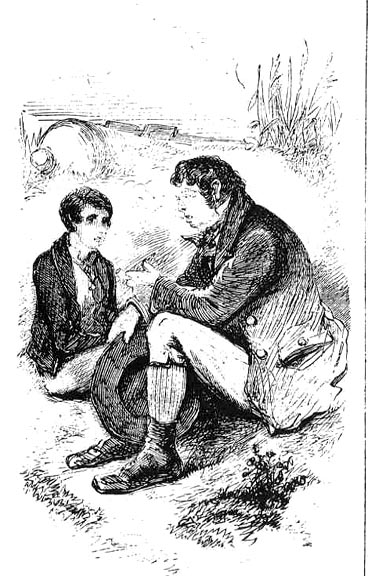
Pip i Joe

Pip comparteix allotjament a Londres, el Barnard's Inn, amb Herbert Pocket el noi amb qui s'havia barallat de menut, però s'acaben fent grans amics. Per tal d'iniciar l'educació Pip acudeix a l'escola Hammersmith, on el seu tutor serà el senyor Matthew Pocket, el pare de Herbert, mentre que l'abogat Jaggers administra els diners de Pip en la seua nova vida. Joe visita Pip a Barnard's Inn, i Pip es mostra una mica avergonyit amb Joe, ja que Joe li transmet el missatge de la senyoreta Havisham anunciant que Estella estarà a Satis House per tal de rebre visites. Pip segueix totalment enamorat d'Estella, mentre que el seu amic Herbert està promès amb Clara. Pip i Herbert comencen a acumular deutes. La seua germana mor i Pip torna al poble per al funeral.

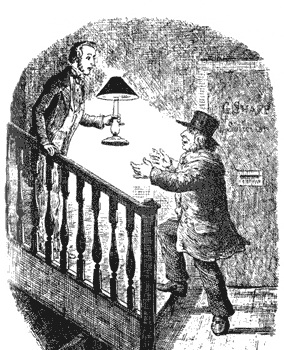
Magwitch torna a Anglaterra

En complir els 21 anys, a Pip se li atorga una xiqueta fortuna, i això ajuda al seu amic Herbert a que monte un negoci per tal de poder casar-se amb la seua estimada Clara. Una nit, mentre Herbert està de viatge i Pip es trobava sol a l'habitació, va a visitar-lo un home, Abel Magwitch, al qual Pip reconeix com el pres que se li va aparèixer aquell dia al cementiri. Aterrat per la situació, Pip intenta desfer-se del vell, però acaba assabentant-se que l'antic pres és realment el seu benefactor. Havia viscut a Austràlia i li havia sigut prohibit tornar, però ho havia fet tan sols per veure’l a ell. Pip se sent infeliç, a més a més, Estella li conta que es casarà amb Bentley Drummle, un tosc home que havia conegut temps abans. Per altra banda, la senyoreta Havisham diu a Pip que Estella havia estat portada per Jagger quan aquesta tenia dos o tres anys per a ser adoptada per aquesta. Abans que Pip deixés la casa, la senyoreta Havisham incendia accidentalment el seu vestit. Pip la salva, encara que ix ferit. Ella, degut a les ferides mor, penedint-se de la manipulació que va fer a Estella i Pip. Jagger demana a Pip que porti Estella per a acomiadar-se de la senyoreta Havisham i de Molly, i és aleshores quan Pip sospita que Estella és la filla de Molly i Magwitch.
Uns dies abans d'escapar, l'antic oficial de Joe, Orlick, agafa Pip, i li confessa passats crims en els quals es pretenia matar Pip. Herbert Pocket i Startop salven Pip i es preparen per a escapar, i també va amb ells Magwitch, la vida del qual ja està en perill a Anglaterra, doncs Compeyson (altre nen amb qui Pip es barallava de menut), l'ha estat buscant per tota la ciutat. Ja en el riu preparats per a escapar, els intercepta la policia i finalment aconsegueixen entrar al vaixell dels fugitius. Magwitch aleshores veu que Compeyson estava entre els que venien a retindre-l's i els dos es llancen al riu barallant-se, i finalment Compeyson mor. Magwitch és condemnat a la forca, però a la fi no mor condemnat.
Quan més tard Pip visita Magwitch a la presó, li diu que sa filla Estella està viva. Magwitch respon amb una encaixada de mans, i mor moments després. Després que Herbert se’n vaja al Cairo, Pip es posa malalt. No obstant això, després de rebre la visita de Joe, torna al poble, on s'assabenta que Joe i Billy s'han casat, i que tenen un fill el nom del qual és Pip. Per altra banda, Herbert l'anima a participar en la seua empresa d'Egipte, i accepta. I així passen els anys.
Onze anys després, Pip visita les ruïnes de Satis House i es troba amb Estella, vídua de Bentley Drummle. Ella li demana disculpes, i li assegura que ella ha caigut en desgràcia però que ara empatitza amb ell. Aquest, l'agafa de la mà i abandonen les ruïnes de la casa.

## Personatges

### Pip i la seva família
- Philip Pirrip, anomenat Pip. És l'orfe protagonista i a més narrador de l'obra. En la seva infantessa somia amb ser ferrer com el seu amable cunyat, Joe Gargery. Quan té al voltant de 8 anys coneix Estella a Salis House, un contacte que destrueix la seva tranquil·litat. Ell diu a Biddy que vol convertir-se en un cavaller. Com a resultat de l'aparició del seu benefactor Magwitch, Pip viu a Londres, estudi i és considerat un cavaller. Encara que Pip en un principi creu que la seua benefactora és la senyoreta Havisham, quan s'assabenta de la veritat li sorprèn molt.

- Joe Gargery, és el cunyat de Pip i la seva figura paterna. És ferrer, molt amable amb Pip i és l'única persona amb qui Pip és sempre honest. Joe es desconcerta quan Pip decideix anar a Londres per convertir-se en cavaller en lloc de continuar amb la formació com a ferrer.

- La senyora de Joe Gargery, la irascible germana major de Pip, Geogiana Maria, anomenada Mrs. Joe i 20 anys major que Pip. S'ocupa d'aquest després de la mort dels seus pares. S'encarrega de les tasques de la llar, i molt sovint perd els nervis. Orlick, l'oficial del seu marit l'ataca i queda discapacitada fins que mor.

- El senyor Pumblechook, l'oncle de Joe Gargery. És un solter descarat que es dedica al comerç del blat. És qui contacta amb Mrs Joe perquè Pip visite Miss Havisham. A Pip no li cau bé per les seves pomposes afirmacions sense fonament.

### Miss Havisham I la seva família

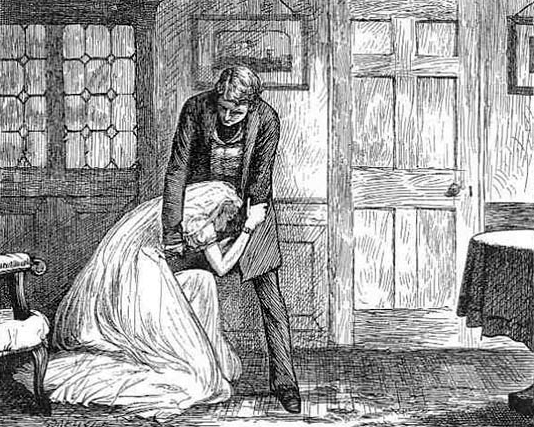
Pip amb Miss Havisham

- Pip amb Miss HavishamMiss Havisham, una soltera rica que busca Pip perquè li faci companya a ella i a la seua filla adoptiva, Estella. Havisham és una adinerada i excèntrica dona que porta el vestit de boda i una sabata des del dia que el seu promès la deixà plantada a l'altar. La seua casa està també igual des d'aquell dia. Des d'aleshores odia els homes, i planeja una venjança retorçada ensenyant a Estella que refusi i turmenti tots els homes, incloent Pip, que està enamorat d'aquesta. Finalment la senyoreta Havisham es penedeix per arruïnar les possibilitats de felicitat tant de Pip com d'Estella. Poc després de confessar els seus plans a Pip, mor perquè accidentalment el seu vestit s'incendia.

- Estella, la filla adoptiva de la senyoreta Havisham. És una bella xiqueta, que resplendeix encara més després de la seva etapa d'escolarització a França. Estella representa la vida de riquesa i cultura per la qual Pip lluita. Des del moment que la senyoreta Havisham va arruïnar la capacitat d'estimar d'Estella, aquesta no pot correspondre la passió de Pip. Ella adverteix d'açò a Pip en diverses ocasions, però ell no la creu. Estella no sap si és filla de Molly, la majordoma de Jagger, i el fugitiu Abel Magwitch, que la donaren en adopció després que la seva mare fos arrestada per assassinat.

- Matthew Pocket, cosí de la senyoreta Havisham. És el patriarca dels Pocket, però, a diferència d'altres familiars, ell no anhela la riquesa dels Havisham. Matthew Pocket és tutor de joves cavallers, com Betley Drummle, Startop, Pip i el seu propi fill Herbert.

- Herbert Pocket, el fill de Matthew Pocket, que va ser invitat juntament amb Pip a visitar a la senyoreta Havisham, però ella no el va escollir. Pip primer va conèixer Herbert com un “jove cavaller pàl·lid” que va retar Pip a una baralla quan eren nens. Després es converteix en el seu amic i company de pis a Londres.

- El cosí Raymond, un familiar de la senyoreta Havisham que només està interessat en els seus diners. Està casat amb Camilla.

- Georgiana, una familiar de la senyoreta Havisham interessada en els seus diners. És un dels molts parents de la vella fadrina que vola al costat d'aquesta “com una papallona” per la seua riquesa.

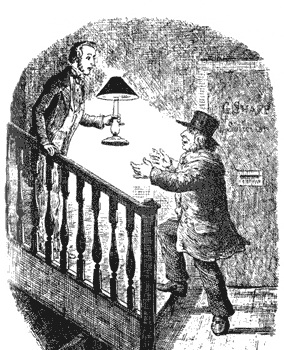
Magwitch torna a Anglaterra

- Magwitch torna a AnglaterraSarah Pocket, la germana de Matthew Pocket, parent de la senyoreta Havisham. Està sovint a Satis House.

### De la infantessa de Pip
- El pres, que escapa del vaixell presó. Pip amb ell es comporta amablement, i a canvi es convertirà en el seu benefactor. El seu nom és Abel Magwitch, però utilitza el pseudònim de Provisand Campbell quan torna a Anglaterra després de l'exili d'Austràlia.

- El senyor i la senyora Hubble, gent simple que pensa que ells són més importants del que realment són. Viuen al mateix poble que Pip.

- El senyor Wopsle, sacerdot de l'església del poble de Pip. Més tard, deixa el treball de l'església i es trasllada a Londres amb el propòsit d'aconseguir ser actor, adoptant el nom de Waldengarver.

- Biddy, cosina segona de Wopsle, d'edat semblant a Pip. Ella ensenya a l'escola noctura, a casa de sa mare, al poble de Pip. Pip vol aprendre més, per això ell li pregunta si pot ensenyar-li tot el que pugui. Després d'ajudar la senyora de Joe degut al seu atac, Biddy obri la seua pròpia escola. És amable i intel·ligent però pobra, i a més, òrfena. Orlick estava atret per ella, però ella no li prestava atenció. A ella li interessa Pip, però aquest estima Estella. Finalment es casa amb Joe Gargery, amb qui té dos fills, un anomenat Pip.

### La senyora Jaggers I el seu cercle
- Jaggers, abogat de Londres que representa els interessos dels diversos clients, entre d'altres, el benefactor de Pip i la senyoreta Havisham. Al final de l'obra, la seva professió enllaça molts personatges.

- John Wemmick, treballador de Jagger, que va amb Pip a Londres. Wemmick viu amb el seu pare en una menuda rèplica del Castell en Walworth.

- Molly, empleada a la llar del senyor Jagger, a qui Jagger va salvar de l'horca per assassinat. A

la fi es revela com la mare d'Estella.

### Antagonistes
- Compeyson, un pres que escapa del vaixell presó després de Magwitch, que és el seu enemic. En algunes edicions se l'anomena com a “Compey”. És un estafador professional, promès amb la senyoreta Havisham, però va ser qui la va deixar plantada per un complot que havia tramat amb Arthur Havisham. Més tard, coopera amb la policia quan s'assabenta que Abel Magwitch està a Londres. Quan els dos vaixells es troben, el de la policia i el que duu a Magwitch, aquest darrer i Compeyson entren en disputa i finalment, ja dintre del Tàmesis, Compeyson mor.

- Arthur Havisham, el germà menut de la senyoreta Havisham, qui trama amb Compeyson estafar-la.

- Dolge Orlick, l'oficial de ferrer de Joe Gargery. És tant cabut i estúpid com Joe és gentil i amable. Acaba amb una baralla amb Joe per les burles que li fa la senyora Gargery, i Joe el derrota fàcilment. Després d'això, intenta matar Pip. A la fi, la policia l'arresta per violació de domicili.

- Bentley Dummle, un groller i estúpid home jove d'una noble i rica família. Pip el coneix a la casa del senyor Pocket. Com Dubble, ell també tracta de convertir-se en un cavaller i adquirir les habilitats que li son pròpies. Dummle és hostil amb Pip i amb tothom. A més, són rivals per les atencions d'Estella, però finalment Dummle aconsegueix casar-se amb ella. Mor degut a un accident per maltractar un cavall.

### Altres personatges
- Clara Barley, una xiqueta molt pobra que viu amb son pare que està postrat per la gota. Es casa amb Herbert Pocket prop del final de la novel·la. Al principi no li agrada Pip per ser tan malgastador, però una vegada està casada amb Herbert, ells inviten a Pip a viure amb ells.

- Miss Skiffins, ocasionalment visita la casa de Wemmick i porta guants de color verd. Canvia aquests guants per altres blancs quan es casa amb Wemmick.

- Startop, com Bentley Drummle, és un altre company d'estudi de Pip, però, a diferència de Drummle, ell és amable. Startop ajuda Pip i Herbert quan intenten ajudar a Magwitch per escapar.